# Florin Vlaicu
Pour les articles homonymes, voir Vlaicu.

a Compétitions nationales et continentales officielles uniquement.

b Matchs officiels uniquement.
Dernière mise à jour le 15 novembre 2024.
Florin Adrian Vlaicu, né le 26 juillet 1986 à Bucarest, est un joueur roumain de rugby à XV qui évolue au poste d'arrière, de centre ou de demi d'ouverture avec la Roumanie et avec le CSM Bucarest.
Il est le recordman du nombre de points marqués avec l'équipe de Roumanie (1030 à l'issue de sa carrière).

## Biographie

### Carrière internationale
Il a obtenu sa première cape internationale le 3 juin 2006 à l'occasion d'un match contre l'équipe d'Ukraine à Kiev. Il célèbre sa centième sélection le 11 mars 2017, lors d'un match du championnat européen de rugby à XV 2017 à Bruxelles, contre l'équipe de Belgique.

## Statistiques en équipe nationale
- 129 sélections dont 103 titularisations
- 1 030 points (14 essais, 173 transformations, 203 pénalités, 4 drops)
- Sélections par années : 5 en 2006, 9 en 2007, 5 en 2008, 10 en 2009, 10 en 2010, 11 en 2011, 4 en 2012, 11 en 2013, 11 en 2014, 9 en  2015, 11 en 2016, 10 en 2017, 7 en 2018, 7 en 2019, 4 en 2020, 4 en 2021, 1 en 2022

En Coupe du monde : 
- 2007 : 2 sélections (Écosse, Nouvelle-Zélande)
- 2011 : 4 sélections (Écosse, Argentine, Angleterre, Géorgie)
- 2015 : 4 sélections (France, Irlande, Canada, Italie)

## Palmarès

### En club
- Vainqueur du Championnat de Roumanie en 2005 et 2006 avec le RC Steaua Bucarest
- Vice-champion d'Italie en 2016 avec le Rugby Calvisano

### En sélection nationale
- Vainqueur du Championnat européen des nations en 2006
- Vainqueur de la Coupe des nations en 2012 et 2013
- Vice-champion de la Coupe des nations en 2010

### Distinctions personnelles
- Recordman du nombre de sélections avec l'équipe de Roumanie (129)
- Recordman du nombre de points marqués avec l'équipe de Roumanie (1030)
- Recordman du nombre de points marqués avec les Bucarest Wolves (278)